# Centrale thermique de Boxberg
La centrale thermique de Boxberg est une centrale thermique du bassin minier de Lusace. C'est une centrale au lignite située en Saxe, en Allemagne et gérée par Vattenfall.
Elle figure en 2019 dans le Top 10 des plus gros pollueurs d'Europe.